# Ли Фальк
Ли Фальк (англ. Lee Falk; настоящее имя — Леон Хариссон Гросс (англ. Lion Harisson Gross), 28 апреля 1911 — 13 марта 1999)— американский писатель, театральный режиссёр и продюсер, наиболее известный как создатель популярных комиксов о Фантоме и Мэдрейке Волшебнике. На пике своей популярности, эти комиксы привлекали более 100 млн. читателей каждый день.
Драматург и театральный режиссёр и продюсер, Фальк был знаком с такими актерами как Марлон Брандо, Чарлтон Хестон, Пол Ньюман, Чико Маркс и Этель Уотерс.

## Биография
Фальк родился в Сент-Луисе, штат Миссури, в еврейской семье. Его отец Бенджамин Гросс умер, когда Фальк был маленьким мальчиком, и через некоторое время его мать Элеонора выходит замуж за Альберта Фальк-Эпштейна, который стал отцом для Фалька и его брата Лесли. Фальк изменил свою фамилию после окончания колледжа. Он взял фамилию отчима, но «Ли» было его прозвище с детства, так что он взял также и это имя. Его брат Лесли, также взял фамилию «Фальк».
Многие думали, что когда Фальк начал рисовать комиксы он был опытным путешественником. В самом деле, Фальк не был путешественником. Его поездка в Нью-Йорк, чтобы передать первый комикс о Медрэйке Волшебнике для публикации King Features Syndicate была в то время самой дальней из всех.
Во время Второй мировой войны, Фальк также работал в качестве пропагандиста новой радиостанции KMOX в Сент-Луисе.
Ли Фальк был женат три раза, на Луизе Канасерифф, на Констанции Мурхед Лилиенталь, и Элизабет Моксли . Элизабет тоже иногда помогала ему в сценариях комиксов в последние годы своей жизни. Она даже закончила последние истории о Фантоме после того, как умер Ли Фальк. Фальк стал отцом троих детей, Валери (брак с Луизой Канасерифф), Диана и Конли (брак с Констанцией Мурхед Лилиенталь).
Фальк умер от сердечной недостаточности в 1999 году. Он жил последние годы своей жизни в Нью-Йорке, а лето он проводил в доме на Кейп-Коде. Он писал свои комиксы с 1934 года до последних дней своей жизни. Существует легенда, когда в больнице Фальк сбросил свою кислородную маску, чтобы диктовать свои рассказы. Тем не менее, новые комиксы о Фантоме, и Мандрейке, все ещё разрабатывают другие издательства.
Фальк похоронен на кладбище Cypress Hills, в Бруклине.

## СозданиеФантомаиМэдрейка Волшебника
Фальк любил волшебников с самого детства, по его собственным воспоминаниям, первые наброски Волшебника он сделал для себя.
После успеха Мэдрейка, в одном из интервью, его спросили, почему Мэдрейк так похож на своего создателя. И тогда, Фальк ответил, что когда он создавал Мэдрейка, он сидел один в комнате перед зеркалом.
После успеха персонажа издательство комиксов King Futures Syndicate предложило создать Фальку нового персонажа. Так появился Фантом. Писатель создал его основываясь на легендах о Короле Артуре, рассказах о Робин Гуде, Маугли и Тарзане. Фальк хотел назвать персонажа «Серый призрак», но такой персонаж уже существовал, и в конце концов решил, что лучший вариант это «Фантом». Фантом был первым супергероем, кто носил обтягивающий костюм и маску, что сильно повлияло на дизайн всех последующих супергероев.
Фальк первоначально думал, что его комиксы будут публиковаться несколько недель в лучшем случае. Тем не менее, он рисовал их в течение более шести десятилетий, до последних дней своей жизни.

## Театр
Следующий большой страстью Фалька после комиксов был театр. В течение своей жизни, Фальк написал около 300 пьес, в том числе два мюзикла: Счастливый доллар и Мэдрейк Волшебник, которые были оба основаны на его комиксах. Некоторые из его пьес привлекли известных актеров и актрис, таких как Марлон Брандо, Чарлтон Хестон, Селеста Холм,Констанция Мур, Бэзил Рэтбоун, Чико Маркс, Этель Уотерс,Пол Ньюман, Эцио Пинза, Джеймс Мейсон, Джек Уорнер, Шелли Уинтерс,Фарли Грейнджер, Ив Арден, Алексис Смит, Виктор Джори, Седрик Хардвик, Эва Мари Сент, Ева Габор, Сара Черчилль, Джеймс Донн, Эдди Брайкен, Энн Корио, Роберт Уилкокс и Поль Робсон.

## Награды и премии
Фальк удостоился множества наград в области литературы и театра:
- Yellow Kid Award (1971)
- Roman Lifetime Achievement Award
- Adamson Award for best foreign comics creator (Sweden, 1977)
- Golden Adamson (Sweden, 1986)
- National Cartoonists Society's Silver T-Square Award (1986)
- В мае 1994 года, в месте где он родился, в Сент-Луисе, начал отмечаться праздник - День Ли Фалька.

В связи с премьерой фильма Фантом с Билли Зейном, президент Билл Клинтон отправил Фальку письмо с поздравлениями и наилучшими пожеланиями.

## Цитаты
- «Я отдаю 100 % моего времени театру, и то, что остается идет в комиксы …»
- «Моя единственная политика с демократией, а не с диктатурой».
- «Для меня,Фантом и Мэдрейк вполне реальны — гораздо больше, чем люди, которых я не замечаю. Вы должны верить в свои собственные символы.»
- «Фантом является чудесным примером для подражания, потому что он побеждает зло. Зло никогда не побеждает… Он ненавидит диктатуру, и действует в пользу демократии. Он также выступает против любого нарушения прав человека.»